# Zeatin
Zeatin ist ein Pflanzenhormon, das erstmals im Mais (Zea mays) nachgewiesen wurde. Es gehört zu den Zytokininen und leitet sich strukturell vom Adenin ab.

## Eigenschaften
Zeatin kommt als cis und als trans-Isomer vor. Das trans-Isomer ist ein Botenstoff in der pflanzlichen Abwehr gegen Bakterien. Weiterhin ist trans-Zeatin beteiligt an der pflanzlichen Embryonalentwicklung, der Regulation des apikalen Meristems, der Organentwicklung und der Seneszenz. trans-Zeatin induziert die Biosynthese von Salicylsäure, die an der pflanzlichen Abwehr von Bakterien beteiligt ist. cis-Zeatin ist ebenfalls an der Abwehr beteiligt, wirkt jedoch schwächer.
Zeatin und das strukturell verwandte Kinetin sind in Kokosmilch enthalten und fördern als Wirkstoff das Pflanzenwachstum.

## Vorkommen
Zeatin ist besonders in unreifen Maiskörnern (Karyopsen) der Maisgattung Zea und in der Moringapflanze enthalten.